# Козырев, Иван Васильевич
Иван Васильевич Козырев (род. 24 августа 1979, Ижевск) — российский муниципальный деятель и политик. Глава муниципального образования городской округ Феодосия Республики Крым и председатель Феодосийского городского совета (с 2024).

## Биография
Родился 24 августа 1979 года в Ижевске, Удмуртская АССР. В 1996- 2002 годах служил в ВС Украины. В 2001 году закончил Харьковский военный университет. В 2002 году  инструктор аквапарка Посейдон в Одессе.  В 2003 году охранник ПАО «Инновационно-промышленный банк». В 2009 году закончил Феодосийскую финансово-экономическая академию, специальность Учет и аудит. В 2004 - 2024 директор кредитного потребительского кооператива «Кафа». Секретарь Феодосийского отделения партии "Единая Россия". Депутат Феодосийского городского совета Республики Крым 1 и 2 созывов (2014-2024). 20 сентября 2024 на очередной сессии был избран председателем Феодосийского городского совета.